# La Géode
La Géode (en español: La Geoda) es una sala para la proyección de películas del sistema IMAX. Está situada en el parque de la Villette, en el distrito XIX de París.
Construida por el arquitecto Adrien Fainsilber y el ingeniero Gérard Chamaillou, se inauguró el 6 de mayo de 1985. Existen otras «géodes» en Francia, pero ésta y la cúpula del Palais des Sports son las únicas de la región parisina, desde el cierre de la de La Défense en 2001.

## El edificio
Se sitúa en un edificio separado en forma de esfera, detrás de la Cité des sciences et de l'industrie. La superficie de la esfera, de 36 m de diámetro, está compuesta de 6.433 triángulos equiláteros de acero que reflejan la luz, como si de un espejo se tratase.
Las películas se proyectan en una pantalla de 1000 m² y duran generalmente menos de una hora.